# Massacre de Differdange
Le massacre de Differdange désigne le massacre de civils et de combattants de la résistance des localités luxembourgeoises de Differdange et de Niederkorn, le 17 avril 1794 par l'armée révolutionnaire française lors de la seconde annexion française des États de Belgique. 
Les rapports français font état d'une quarantaine de paysans assassinés, en plus d'au moins douze combattants, attestés par le curé d'Oberkorn.
L'opération eut lieu en parallèle de l'attaque d'Arlon et en prémisse du siège de la forteresse de Luxembourg. Un autre massacre du même genre eut lieu un peu plus loin, à Dudelange, le 17 mai 1794 : le massacre de Dudelange.

## Contexte

### Invasion française

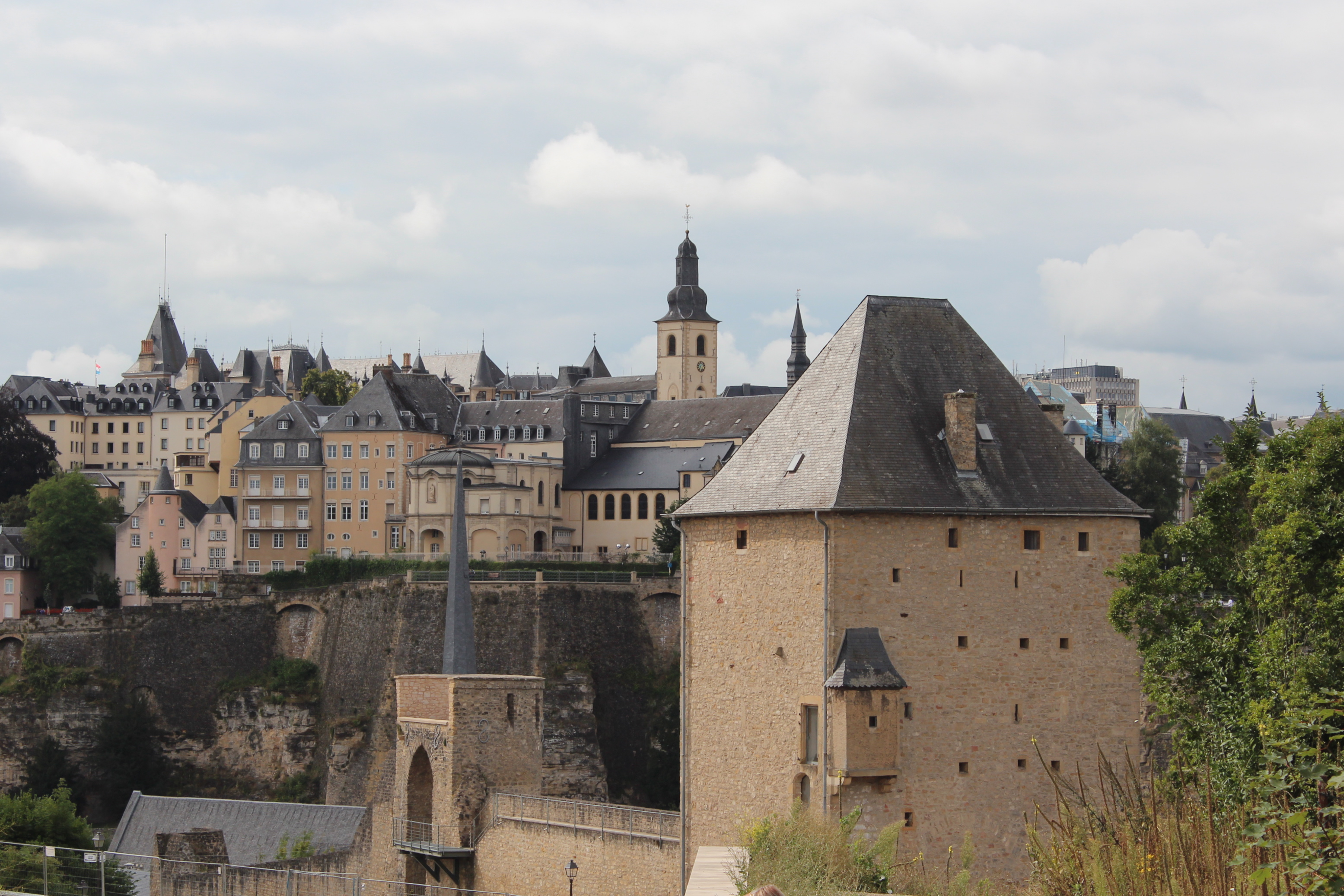
L'objectif de la prise de la forteresse de Luxembourg place Differdange et ses alentours sur le chemin des troupes françaises venant de la citadelle de Longwy.

Après la Révolution française de 1789, les troupes révolutionnaires de la Première République décident d'annexer les Pays-Bas autrichiens dirigés par la maison de Habsbourg, dont le duché de Luxembourg fait alors partie, ainsi que le reste de la région. Une première tentative infructueuse a lieu entre 1792 et 1793. Une seconde tentative se profile alors dès 1794 avec plusieurs objectifs dans la région, comme Arlon (où avaient déjà eu lieu de violents combats en 1793) mais surtout la forteresse de Luxembourg, dont le siège de la fin 1794 se révélera décisif.
L'armée française dirigée par le général Jean-Baptiste Jourdan est alors en garnison dans la citadelle de Longwy. La route menant à Luxembourg place directement Differdange et les villages alentour de Niederkorn, Oberkorn ou Soleuvre sur le chemin des Français qui en profitent pour piller la région, à la recherche de nourriture.

### Résistance luxembourgeoise
La résistance luxembourgeoise locale fut menée dès la première tentative d'invasion française par Charles-Ferdinand Vesque et Charles-Ferdinand Du Rieux qui rallient de nombreux habitants de la région à leur cause. Le 20 novembre 1792, un rapport mentionne que : 

« Les habitants de Differdange, Oberkorn et leurs voisins, pour empêcher ce brigandage, se sont attroupés, ont résisté à main armée, plus de fourches que d'armes, parce qu'il n'en ont pas. Ils ont fait quatre prisonniers, il y a dix jours, depuis ce temps, ils sont tranquilles. »

Lors du retour des Français en 1794, les pillages et les incursions reprennent, ainsi que la résistance luxembourgeoise, armée, cette fois, par le baron Christophe-Antoine d'Arnould de Soleuvre. Le 1er mars 1794, le feld-maréchal Blaise de Bender, commandant militaire de la forteresse de Luxembourg, donne l'ordre de retirer les fusils des résistants, espérant surtout que les Français ne puissent s'en emparer. Le 9 mars, il décore Charles-Ferdinand Vesque de la médaille d'or d'honneur civil pour l'avoir régulièrement informé des mouvements de l'ennemi sur la frontière depuis sa ferme de Differdange.

## Déroulement
Le général français Jean-Baptiste Jourdan, commandant en chef de l'armée de la Moselle, avait placé un bataillon d'infanterie et un détachement du 18e régiment de chasseurs à cheval à Tiercelet, afin de couvrir la route de Metz et de Thionville à Longwy.
Des nombreuses escarmouches ont lieu entre les résistants luxembourgeois et les français, jusqu'à ce que, le 17 avril, un trompettiste et neufs cavaliers français n'apparaissent au lieu-dit du « Metzkimmert », où le trompettiste fut abattu alors qu'il s'approchaient des barricades dressées devant Differdange. Averti, le général Jourdan ordonna au chef de brigade Darbonval d'attaquer le village parallèlement à l'engagement de troupes, le même jour, dans la bataille d'Arlon. Outre la vengeance, le but était également d'occuper les soldats de l'armée autrichienne stationnés à Dippach. Avec une troupe de 6 000 hommes, Darbonval fit rapport d'avoir tué une quarantaine de paysans, y compris leur chef, Charles-Ferdinand Vesque, ce qui s'avéra faux, ce dernier ayant échappé au massacre en se cachant dans une botte de chanvre. Il notifia que les survivants s'échappèrent vers les bois avec les membres du couvent cistercien de Differdange et des hussards autrichiens, trop peu nombreux que pour engager le combat. Les Français se livrèrent alors au pillage et à l'incendie du village, tuant au moins 9 franc-tireurs à Differdange avant de poursuivre l'assaut à Niederkorn, où ils tuent trois autres combattants et font de nombreux prisonniers civils parmi les paysans. Ceux-ci sont emmenés sur les hauteurs du village, entre le Roudenhaff, le Fond-de-Gras et Lasauvage où ils sont forcés de creuser leur propre fosse commune avant d'être abattus d'une balle dans la nuque.
Les soldats attaquèrent également Oberkorn où d'autres prisonniers furent emmenés dans la citadelle de Longwy.

## Monument
- La Fransousekraïz (croix des Français en luxembourgeois), fut érigée en mémoire des victimes sur le lieu du massacre des habitants de Niederkorn. Elle est située sur les hauteurs du village, non loin de l'oppidum du Titelberg, entre le Roudenhaff, le Fond-de-Gras et Lasauvage. Un arrêt de bus la dessert et porte son nom.